# Woltmershauser Straße

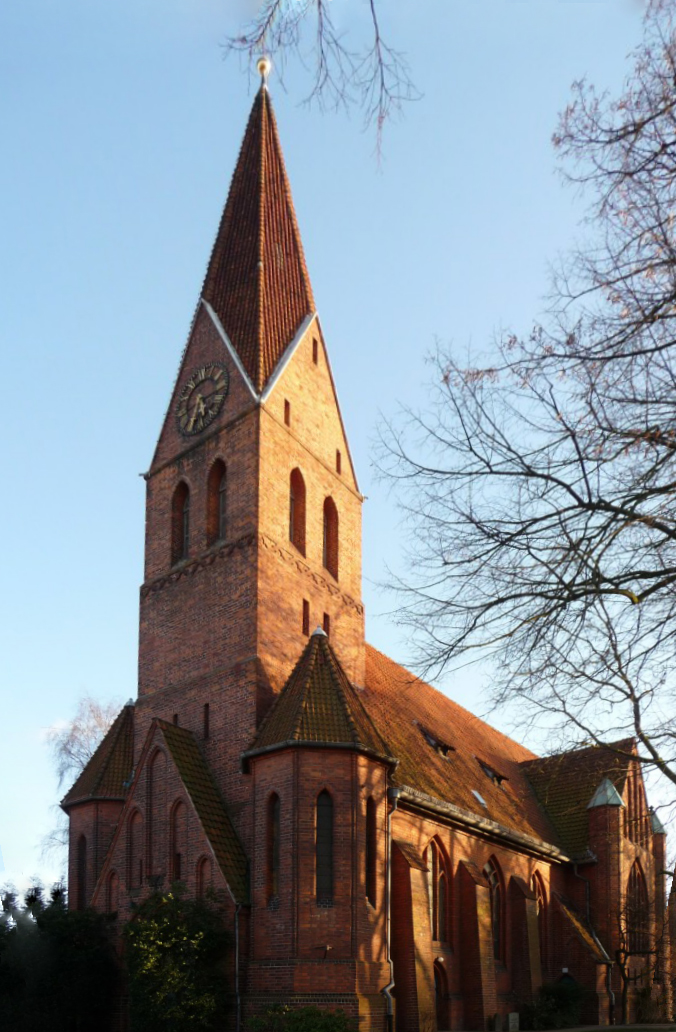
Christuskirche

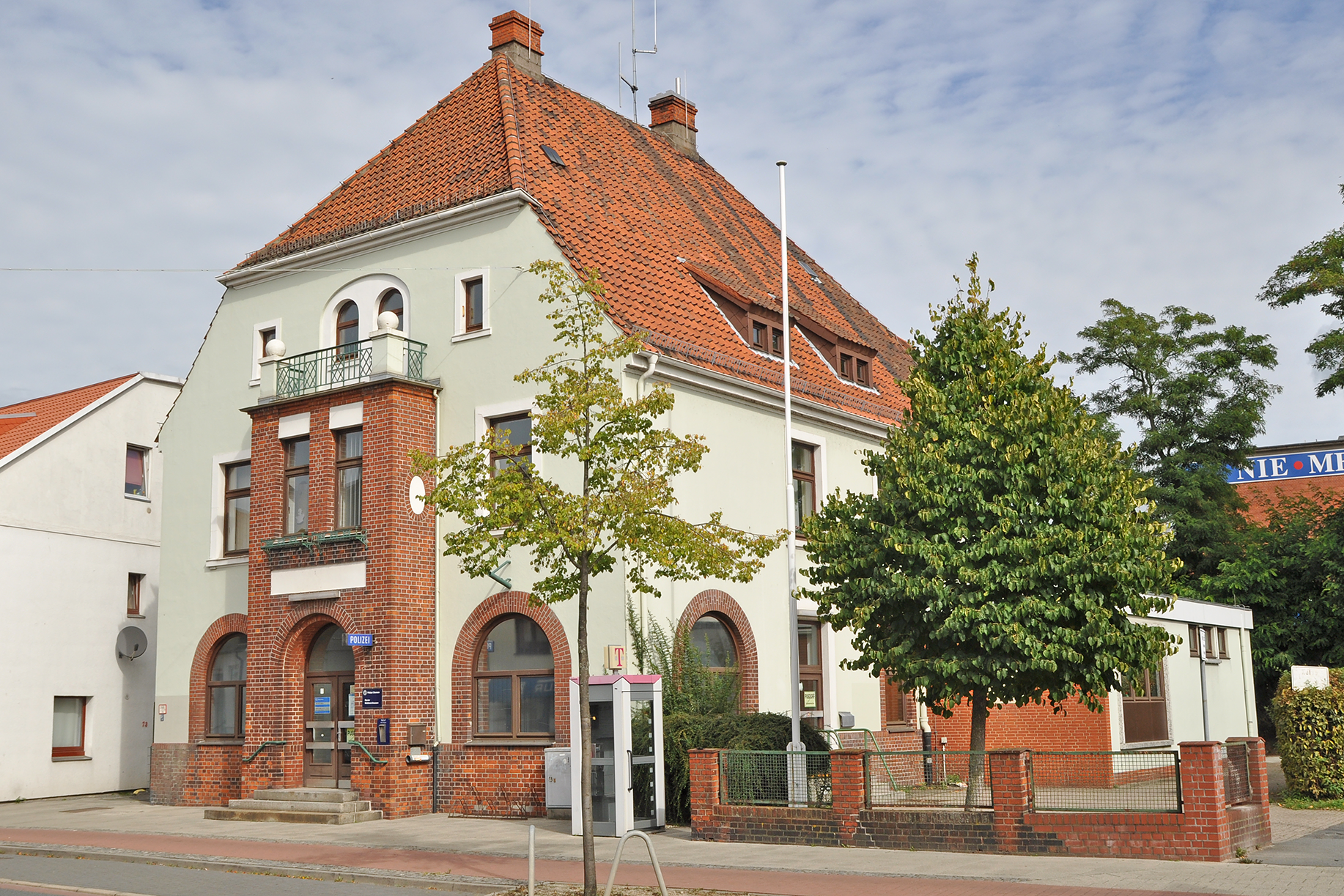
Polizeiwache Woltmershausen

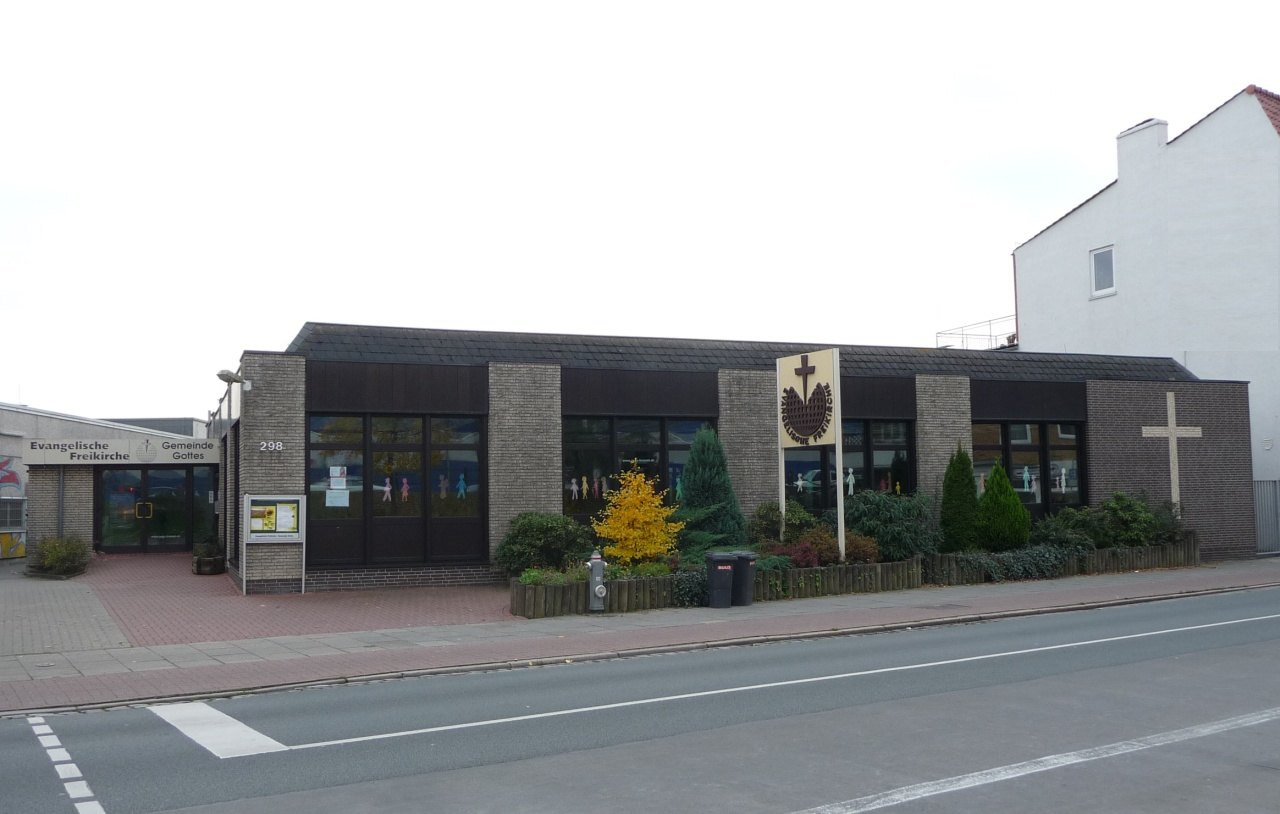
Evangelische Freikirche

Die Woltmershauser Straße ist eine historische Straße in Nord-Süd-Richtung in Bremen im Stadtteil Woltmershausen. Sie führt von der Rablinghauser Straße im Ortsteil Rablinghausen bis zur Oldenburger Straße (Bundesstraße 75)/Am Hohentorsplatz in die Neustadt.
Die Querstraßen wurden u. a. benannt als Wiedhofstraße nach einem Hofbesitzer, Kampfhofer Damm nach einer Flur- und Hofbezeichnung, Goosestraße nach einer Flurbezeichnung (Goosekamp=Gänsekamp), Westerdeich (es gab auch einen Osterdeich), Hempenweg (Flurbezeichnung), Schillingstraße nach einer Familie und Ladestraße nach den benachbarten Ladeplätzen am Hafen; ansonsten siehe beim Link zu den Straßen.
Die Woltmershauser Straße ist in Bremen die Straße mit der dritthöchsten Hausnummer (Nr. 574) einer Straße.

## Geschichte

### Name
Die Straße wurde nach dem Stadtteil Woltmershausen benannt und dieser nach einem früheren Grundherrn namens Woltimar (Woltmer).

### Entwicklung
Woltmershausens wenige Häuser wurden auf Anordnung des Bremer Rates 1666 niedergebrannt, um freies Schussfeld gegen die anrückenden Schweden zu erhalten. Das Dorf hatte im 18. Jahrhundert rund 300 Einwohnern. Im 19. Jahrhundert wurde am linken Weserufer Schiffbau betrieben und Säge- und Hobelwerke siedelten sich an. An der Woltmershauser Straße entwickelten sich nun Ladengeschäfte, Gastwirtschaften und Gewerbebetriebe.
Der städtische Friedhof Woltmershausen stammt von 1890. Woltmershausen wurde 1902 Stadtteil von Bremen. Die historisierende Christuskirche wurde 1906 eingeweiht und die Polizeiwache 1910.
Im Zweiten Weltkrieg waren an der Straße einige Gebäudeverluste durch Bomben zu verzeichnen.
1982, mit der Eröffnung des Kulturladens Pusdorf an der Straße, erhielt die soziale und kulturelle Arbeit neue Impulse. 2000 ist das Kulturhaus umgezogen und nutzt zwei Etagen im Kulturhaus Pusdorf.

### Verkehr
Von 1901 bis 1903 entstand eine Straßenbahnstrecke von der Stadtmitte in die Woltmershauser Straße. 1908 erfolgte die Einführung der Liniennummer 7. Diese Straßenbahnlinie wurde 1933 bis nach Rablinghausen-Bakeweg weiter geführt. 1965 erfolgte die Stilllegung der Straßenbahnlinie 7.
Im Nahverkehr in Bremen verkehrt seitdem auf dieser Straße die Buslinie 24 (Rablinghausen – Domsheide – Hauptbahnhof – Neue Vahr-Nord).

## Gebäude und Anlagen
An der Straße befinden sich ein-, zwei-, drei- sowie auch viergeschossige Gebäude, die zumeist Wohnhäuser sind und in den zentralen Bereichen Geschäftshäuser sowie die Hallen der Gewerbebetriebe.
Baudenkmale:
- Nr. 71: 2-gesch. Polizeiwache XV von 1910 nach Plänen von Hans Ohnesorge, später 11. Polizeirevier Woltmershausen
- Nr. 376: Evangelische neugotische Christuskirche von 1906 nach Plänen der Architekten August Abbehusen und Otto Blendermann
- In der Nähe: Bauernhaus Westerdeich 146

Weitere erwähnenswerte Gebäude und Anlagen sind:
- Nr. 66: 4-gesch. Geschäfts- und Wohnhaus
- Nr. 70ff und Ladestraße: Gewerbebetriebe (u. a. Lauprecht, Brinkkötter, BreLay, Niemet, Gluud)
- Nr. 152: Bunker mit Wandmalerei
- Nr. 261: Kino Die Blende von 1956 bis um 1962
- Nr. 266: 3-gesch. Haus für die Seniorenpflege
- bei 286: kleiner Pusdorfer Marktplatz
- Nr. 298: 1-gesch. evangelische Freikirche Woltmershausen
- Nr. 310: 3-gesch. Alten-Begegnungsstätte
- Nr. 348: 4-gesch. Wohn- und Bankhaus mit der Filiale der Sparkasse Bremen
- Nt. 442: Kino Thalia um 1921
- Nr. 444: 3-gesch. Kulturhaus Pusdorf von 2000[2]
- Nr. 476: Städtischer Friedhof Woltmershausen von 1890 auf 3,2 ha mit neogotischer Kapelle
- 530–538 bzw. 369–397: Grüngebiet mit Kleingärten

## Kunst im öffentlichen Raum
- Allg.: Farbleitsystem von Peter Vogel von 1977
- Wege zur Weser, Projekt von 2001 mit Beteiligung von Rolf Gesing, Herwig Gillerke, Maike Hartwig, Henrik Jacobs, Ralph Kull, Ilze Orinska, Barbara Rosengarth, Kai Thies
- Nr. 408: Blätterfänger aus Bronze von Andreas Wegner von 1985
- Nr. 152: Der alles sprengende Lauf des Geldes, Wandbild 10 m × 30 m von Jimmi D. Paesler von 1978
- Nr. 174: Nostalgie, Wandbild von Jub Mönster von 1987
- Nr. 241: Wandbild von Birgit Hansen und Gerhard Schlüter von 1988
- Woltmershauser Tunnel: Wandmalerei von Jub Mönster[3]